# 콜레트 (영화)
《콜레트》(영어: Colette)는 2018년 개봉한 영국, 미국의 전기 영화이다. 워시 웨스트모얼랜드가 감독과 공동각본을 맡았으며, 리처드 글랫저 역시 각본에 참여했다. 프랑스의 소설가 시도니 가브리엘 콜레트의 생애를 다룬 작품이다. 2018 선댄스 영화제에서 전세계 최초 상영했다.

## 줄거리
프랑스 생 소뵈르 작은 마을의 소녀 콜레트

바람둥이 소설 편집자 윌리와 사랑에 빠져 파리에 왔지만 기대만큼 행복하지 않다

파리의 콧대 높은 사교계와 화려하기만 한 물랑루즈에 지쳐갈 무렵

경제적 어려움에 처한 윌리의 부탁으로 자신의 경험을 녹인 소설을 쓰게 된다
콜레트의 소설은 남편의 이름으로 출판되어 베스트셀러에 오르고

급기야 소설 속 주인공 이름을 딴 브랜드까지 런칭,

모든 상품들을 완판시키며 신드롬을 일으킨다

패션, 헤어스타일까지 유행을 이끌며 최고의 인플루언서가 되지만

모든 성공과 명예는 남편 윌리에게 돌아간다

남편 뒤에 숨어있던 콜레트는 용기를 내어 자신의 존재를 드러내기로 결심하는데…
더 이상 사랑을 위해 희생하지 않고,

남들의 시선을 위해 치장하지 않기로 결심한 콜레트!

그녀가 이제, 진짜 세상으로 당당히 걸어 나온다!

## 출연

### 주연
- 키이라 나이틀리
- 도미닉 웨스트

### 조연
- 데니스 고프
- 엘리너 톰린슨
- 아이샤 하트
- 레이 팬다키
- 로버트 퍼프
- 피오나 쇼우
- 아라벨라 와이어
- 섀넌 타벳

## 기타
- 공동제작: 일디코 케메니
- 공동제작: 캐롤라인 레비
- 공동제작: 데이비드 민코브스키
- 사운드슈퍼바이저: 스티븐 그리피스
- 미술: 마이클 칼린
- 세트: 리사 추그
- 세트: 노라 탈마이어
- 특수효과: 가버 키즐리
- 시각효과: 쉴라 위켄스
- 의상: 앤드리아 플레쉬
- 배역: 수지 피기스